# VX
A VX (venomous agent X, vagyis „mérgező anyag X”) a szerves foszforsav-észterek közé tartozó idegméreg, amelyet harcászati céllal fejlesztettek ki az 1950-es években. Jelenleg a legveszélyesebb mesterségesen előállított vegyiharcanyagok egyike. Halálos adagja egy átlagos emberre nézve mindössze 200 µg.

## A VX története
A V-ágensek kifejlesztése Lars-Erik Tammelin nevéhez fűződik, aki az 1950-es évek vége felé Svédországban kezdte meg munkálatait a fluor-foszfát vegyületekkel. Ezeket az anyagokat felfedezőjük után Tammelin-észternek is nevezik. A fluor-acetátokat és fluor-karbonsavakat már 1896-ban ismerték (Swarts), viszont mérgező voltukkal nem voltak tisztában. Az összes V-ágens mérgező, legstabilabbnak mégis a VX (C11H26NO2PS) bizonyult, így ennek a tökéletesítésével foglalkoztak.
A VX-et Ranajit Ghosh fedezte fel 1952-ben. Tömeges gyártása 1961-ben kezdődött, viszont szerkezetét csak 1972-ben hozták nyilvánosságra. A V-ágensek az ismert legveszélyesebb mérgek, sok százszor, sőt, akár ezerszer is hatásosabbak lehetnek legveszedelmesebb társaiknál. Mivel a leghatásosabb gyilkolóeszközök, ezért kimerítik a modern tömegpusztítás kritériumát. Nagyon stabilak, ezért a többi ideggázzal ellentétben nem csak órákig vagy napokig, hanem akár hetekig, hónapokig is mérgezhetik a szennyeződött talajt.
Az anyagot emberek ellen az Aum Sinrikjó nevű szekta kezdte használni az 1990-es években, de vannak feltételezések, hogy már 1988-ban használták Irakban, a kurdok ellen, többek között a halabdzsai mészárlásnál is. Ők követték el az első, dokumentált gyilkosságot a VX-szel.

## A VX hatása
A VX idegméreg; az idegrendszerben fontos szerepet betöltő acetilkolin-észteráz nevű enzim gátlásán keresztül fejti ki hatását. A gátolt enzim képtelen elbontani az ingerületátvitelt megvalósító acetilkolint, ami így felhalmozódik a szinaptikus résben és folyamatos izomstimulációt; izomgörcsöket okoz. A mérgezés tünetei ennek megfelelően először csak fejfájás, fokozott nyálkatermelés, ezután izomfájdalom, majd izom és bélgörcs, végül eszméletvesztés, és általában légzési elégtelenség miatt bekövetkező halál. Mivel a központi idegrendszer lebénul, ezért a görcs nem oldódik, így az izmok a halál beállta után is összehúzódva maradhatnak.  

## Fizikai jellemzői
Szagtalan, olajszerű folyadék (enyhén sárgászöld), a bőrön át szívódik fel. Érdekessége, hogy hideg vízben jobban oldódik, mint melegben. Relatív gőzsűrűsége 9,2 (levegő=1).

## Fordítás
- Ez a szócikk részben vagy egészben  a   VX (nerve agent) című angol Wikipédia-szócikk fordításán alapul.  Az eredeti cikk szerkesztőit annak laptörténete sorolja fel. Ez a jelzés csupán a megfogalmazás eredetét és a szerzői jogokat jelzi, nem szolgál a cikkben szereplő információk forrásmegjelöléseként.